# 蔷薇子油

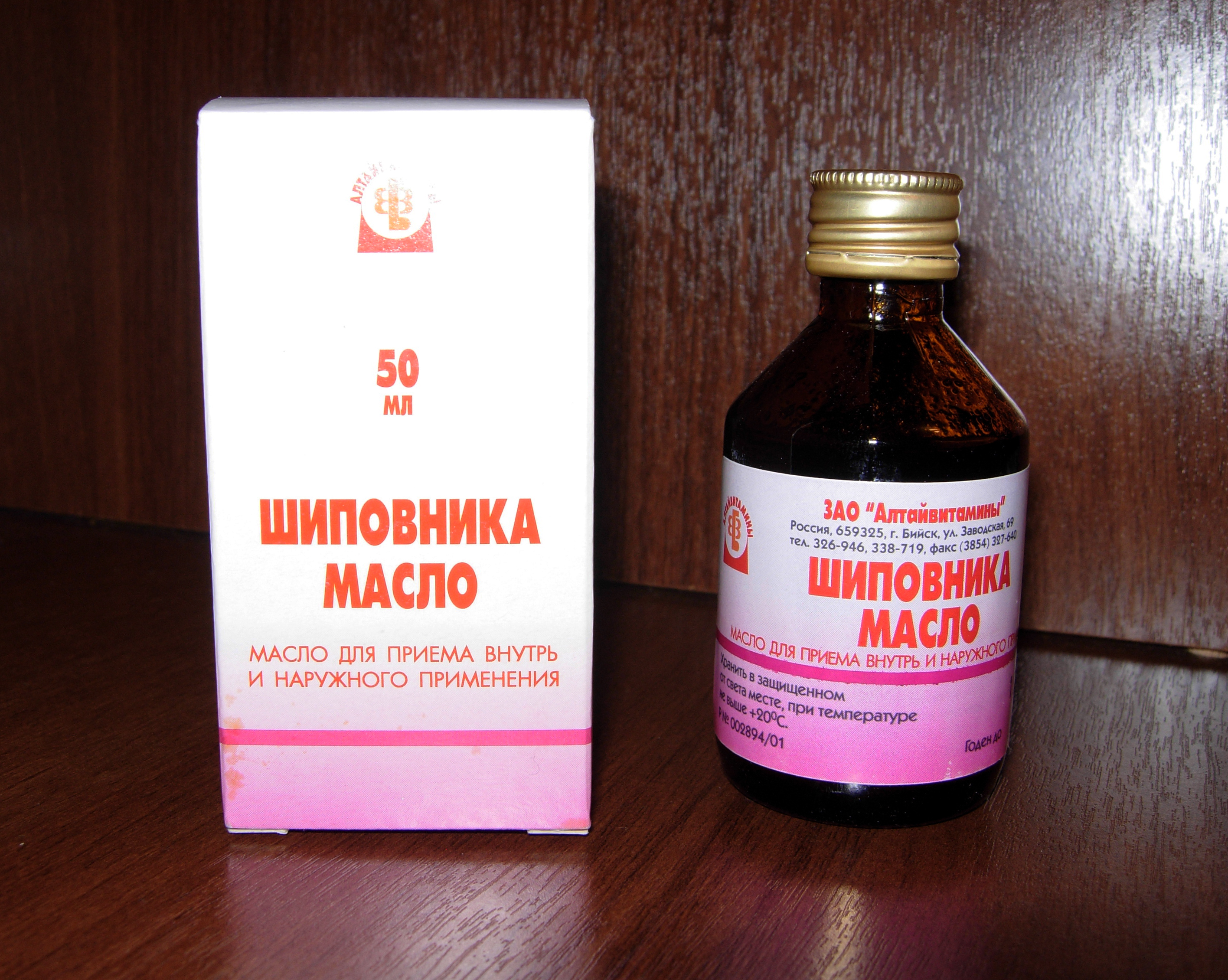
一瓶蔷薇子油

蔷薇子油是从蔷薇属植物的瘦果榨取的植物油，也叫蔷薇籽油、蔷薇果油、玫瑰籽油、玫瑰子油、玫瑰果油，常用于制作护肤品。
用来榨取蔷薇子油的蔷薇主要是犬蔷薇和锈红蔷薇。